# 英加爾斯公園 (伊利諾伊州)
英加爾斯公園（英語：Ingalls Park）是位於美國伊利諾伊州威爾縣的一個人口普查指定地區。

## 地理
英加爾斯公園的座標為41°41′13″N 88°02′15″W / 41.68694°N 88.03750°W，而該地最高點為海拔高度190米（即623英尺）。

## 人口
根據2010年美國人口普查的數據，英加爾斯公園的面積為3.00平方千米，當中陸地面積為3.00平方千米，而水域面積為0.00平方千米。當地共有人口3314人，而人口密度為每平方千米1,104.67人。